# Socialt netværk
 For alternative betydninger, se Netværk.
Et socialt netværk er en social struktur, der består af aktører, som interagerer med hinanden og derfor laver bånd. Begrebet dækker således over den samlede enhed, man kan se de interagerende aktører som. I sig selv bruges konceptet ofte til at beskrive netværk af mennesker, men inden for sociologien og andre social- og samfundsvidenskaber kan der også være tale om organisationer, der indgår i netværk med hinanden. Nogle netværk kan karakteriseres som en selvstændig gruppe, hvis alle aktørerne samlet set er afgrænset fra omverdenen.
Den gennemsnitlige person har mellem 500 og 2.500 bekendtskaber, som sandsynligvis internt også er forbundne med hinanden.:66  Den amerikanske psykolog Stanley Milgrams eksperiment i 1967 viste, hvordan man kan nå de fleste mennesker igennem relativt få forbindelser.:174  Eksperimentet er en af de kilder, mange refererer til, når man hævder, at hele verden er forbundet med maksimalt 6 led, men det tal er ikke desto mindre usikkert. I et studie fra 2016 finder Facebook imidlertid, at Facebooks brugere i gennemsnit er 3,5 led fra at være forbundet med alle andre brugere.

## Social netværksteori
Den sociale netværksteori kan spores tilbage til den tidligste sociologi. På makroniveau bliver kultur inden for visse sociologiske fagtraditioner forstået som et udtryk for en forbundet gruppe mennesker, der interagerer med hinanden i komplekse netværk, der helt eller delvist udgør samfundet. På mikroniveau bliver sociale netværk brugt til at forklare interaktioner mellem mennesker ved at tage udgangspunkt i relationen mellem aktører i og størrelsen på netværket.

### Herbert Spencer og det forbundne samfund
Den britiske filosof og sociolog, Herbert Spencer, argumenterede eksempelvis i samleværket The Principles of Sociology (dansk: Sociologiens principper), for at man kun kan forstå samfundshistorien ved at anerkende samfundet som en serie af byttehandler, hvor interaktionerne bygger på hinanden som en snebold, der ruller ned af et bjerg.:327  På den måde er samfundet et stort netværk af handel. Når samfundets dele er forbundne i et komplekst spindelvæv, der trækker tråde mellem hinanden, betyder det ifølge Spencer også, at "enhver signifikant ændring i én sender ræsonnerende ændringer i resten" ligesom dominobrikker.:410-411  Denne organiske samfundsidé er udgangspunktet for den liberale laissez faire-økonomi, da det netværksforbundne samfunds naturlige sammenhæng hverken kan forstås af teknokrater, der vil planlægge samfundet, eller i praksis styres fra centralt hold, hvorfor staten ifølge Spencer må lade markedet, dvs. de interagerende aktører, handle frit med hinanden.
Selvom Spencers samfundsopfattelse implicit bygger på idéen om et netværk, nævner han imidlertid ikke begrebet selv. Spencer og de samfundsteoretikere, der helt eller delvist bygger videre på hans grundantagelser, bruger imidlertid andre begreber til at dække over det forbundne samfund. Inden for den sociologiske tradition, der ligesom Spencer fokuserer på byttehandler, ser man desuden sociale sanktioner som en form for byttende interaktion, hvor den ene aktør modtager en reaktion fra den anden. Når samfundet er forbundet, og de sociale interaktioner derfor både bygger på tidligere interaktioner og har indflydelse på fremtidige, bliver de enkelte interaktioner og byttehandler til "linjer af interaktioner", og hvis dette gør, at nogle interaktioner bliver forventelige, skaber dette normer. De normer, der kommer til at kendetegne en specifik gruppe mennesker (for eksempel en organisation eller et samfund), kalder man inden for denne tradition for "kultur".:43 

### Georg Simmel og gruppeteori
I værket Soziologie: Untersuchungen über die Formen der Vergesellschaftung (dansk: Sociologi: Studier af former for samfundsmæssiggørelse) fra 1909 beskriver den tyske sociolog Georg Simmel hvordan gruppestørrelser har betydning for interaktion. Ifølge Simmel er en række forskelle mellem de grundlæggende karakteristika hos grupper af to mennesker (en såkaldt dyade) og grupper af tre mennesker (en såkaldt triade). For det første er der den implicitte fare for opløsning, der er tilstede i alle dyader. Det er eksempelvis det, som finder sted under en skilsmisse, hvor den ene part i ægteskabet bryder med den anden. Modsat dyader skal der mere til for at en triade bryder sammen, da to parter stadig er forbundne, selvom gruppen mister et medlem. Derudover argumenterer Simmel for, at dyader ikke muliggør, at mennesker har den umiddelbare oplevelse at af være en del af noget, der er større end en selv. Modsat større grupper såsom organisationer, etniske folk og hele samfund findes der ifølge Simmel der ikke noget "super-personelt liv", dvs. en enhed, der er uafhængig af individet selv, som individet samtidig er en del af.:123 
I meget af den moderne netværksteori har man antaget, at interaktion mellem to personer er udgangspunktet, mens organisationer og samfund derfor har været samling af dyader. I den nyere organisationsvidenskabelige litteratur har der imidlertid været en bølge af fortalere for en udvidelse af netværksbegrebet. Ligesom Simmel argumenterede for de styrker, der kommer af triade-strukturen, har sociologen Ronald Stuart Burt argumenteret for hvordan, triader giver fordele i karriereveje, konkurrence mellem virksomheder og organisationer. Dette gør sig både gældende, når organisationer er i netværk med hinanden, og når individer forbinder sig med hinanden i netværk. Ligesom Simmel i 1909 forudså har man med moderne sociologiske metoder set hvordan, sammenhængskraften er større i triader end i dyader.

## Moderne sociale netværk
Når mennesker forbinder sig med hinanden, kaldes det netværk af mennesker.
Det er eksempelvis hyppigt i nogle brancher at mødes på tværs i såkaldte erfarings- og VL-grupper. Der findes mange etablerede netværksgrupper i Danmark, hvoraf en del er professionelle læringsmiljøer. I en række kommuner er der etableret netværksgrupper for socialt udsatte borgere, bl.a.stofmisbrugere, , psykisk syge , og borgere på førtidspension, sygdomsramte og fleksjobbere. Deltagerne deltager i fælles aktiviteter og støtter hinanden under supervision.
Med internettet er netværksbegrebet blevet udvidet og tilgængeliggjort. Sociale netværkstjenester såsom Facebook og LinkedIn muliggør, at man forbinder sin profil med andres profiler, hvilket samlet danner et netværk af forbindelser. Platformene adskiller sig fra hinanden på baggrund af forbindelsernes karakter. Facebook er ment som en online version af hele brugeren, hvorfor man både kan dele oplysninger af privat og professionel karakter. LinkedIn er derimod rettet mod professionelle forbindelser, og man platformen bygger derfor primært på oplysninger, der er relevant i professionel forbindelse herunder CV, uddannelse, erfaring med frivillighed og kompetencer.